# Lorgio Vaca
Lorgio Vaca (Santa Cruz de la Sierra, 24 de septiembre de 1930) es un muralista y pintor boliviano, considerado uno de los mejores muralistas de América. Es un artista conocido por la temática política de sus obras. Desde 2009 se desempeñó como Ministro Consejero de Bolivia ante la UNESCO.

## Lorgio Vaca y el mural cerámico
Los murales de Lorgio Vaca son una crónica de las grandes epopeyas de su patria y un rico mostario de la gran diversidad cultural y étnica de Bolivia. 
La Gesta del oriente boliviano, la obra que mide 240 metros, está emplazada en el parque El Arenal, en la ciudad de Santa Cruz. Sobre los murales que componen esta obra, Lorgio Vaca afirma: 
“Sus seis cuadros representan los inicios, las luchas, sus progresos y el futuro del departamento cruceño. Las seis etapas expresadas en cada uno de estos cuadros tienen un nombre y exclama el momento que atravesó la cruceñidad como ser: 
- Culturas Ancestrales, 
- Colonización, 
- Las Misiones Jesuíticas, 
- Guerra del Chaco, 
- Marcha Popular del Centro y 
- la Sociedad pasada
El arte de Lorgio Vaca parte de la misma arcilla, de la selección y preparación de las mismas con técnicas y conocimientos adquiridos muchas veces a través del contacto con los pueblos originarios del Oriente Boliviano. Luego, continúa con el modelado del barro, la segmentación en ladrillos, el cocido, el vidriado, y el montado. El cromatismo de los mismos, es un todo coherente con la voluptuosidad barroca de sus composiciones. 
La relación de Lorgio Vaca con el arte público y monumental comienza con sus viajes por México y Perú, su contacto con grandes maestros como David Alfaro Siqueiros o expertos como el ceramista argentino Jorge Fernández Chiti. La Pintura también ha ocupado una parte importante de su producción así también como el ensayo político, o sobre temas estético filosóficos o de interculturalidad. Generalmente realizada en acrílico y de gran formato (muchas en paneles) conserva las mismas características de su murales cerámicos.

## Compromiso Político
Su compromiso político y social muchas veces le ha generado problemas de diversa índole. El 18 de febrero de 2007 a su mural Celebración de Montero le fue cercenado a golpes de cincel la cara del Che Guevara y la Wiphala (bandera de los pueblos andinos) lo cual generó muestras de solidaridad de artistas y personalidades de todo el mundo y del propio ministro de cultura de su país